# Calycorectes rogersianus
Calycorectes rogersianus là một loài thực vật có hoa trong Họ Đào kim nương. Loài này được Mattos mô tả khoa học đầu tiên năm 1998.